# Teebane Cross Road-massakern
Teebane Cross Road-massakern inträffade den 17 januari 1992 vid Teebane Crossroads mellan Cookstown och Omagh i County Tyrone i Nordirland. En IRA-bomb dödade åtta människor i en minibuss som tar personal från en brittisk militärbas till staden Omagh.